# Огненногрудый цветоед
Огненногрудый цветоед (лат. Dicaeum ignipectus) — певчая птица семейства цветоедовых, обитающая в Юго-Восточной Азии.

## Описание
Тело достигает в длину 7 см, вес 7—9 грамм. Вид широко распространён в Гималайском регионе (в Индии, Непале, Бутане, Бангладеш) и в Юго-Восточной Азии (в Индонезии, Китае, Лаосе, Таиланде, Вьетнаме, Тайване, Малайзии и на Филиппинах). Его естественными местами обитания являются субтропические или тропические влажные низменные леса и субтропические или тропические влажные горные леса. Обитает в верхнем ярусе леса. Питается семенами омелы. Гнездо из стеблей и волос строит на деревьях. В кладке 2—3 яйца. Оба родителя заботятся о выводке.